# John Martyn
John Martyn, vlastním jménem Iain David McGeachy, (11. září 1948 – 29. ledna 2009) byl britský zpěvák a kytarista.
Narodil se do hudební rodiny v New Maldenu na jihozápadě Londýna belgické židovské matce a skotskému otci. Profesionální kariéru zahájil v sedmnácti letech; v roce 1967 podepsal smlouvu s vydavatelstvím Island Records a vydal své první album London Conversation. Na dalších albech se postupně vzdaloval folkovému pojetí písní, přidával jazzové, psychedelické a později i elektronické prvky.
Jeho manželkou byla zpěvačka Beverley Martynová. V roce 2004 o něm byl natočen hodinový dokumentární film Johnny Too Bad. Roku 2009 obdržel Řád britského impéria. Zemřel v nemocnici v irském Thomastownu ve věku 60 let. Jeho poslední album, na kterém pracoval v letech 2008 až 2009, vyšlo až posmrtně pod názvem Heaven and Earth.